# Ricardo Rodríguez (fotbollsspelare)
Ricardo Iván Rodríguez Araya, född 25 augusti 1992 i Zürich, är en schweizisk fotbollsspelare som spelar som vänsterback för Torino. Han spelar även för Schweiz fotbollslandslag.

## Karriär
Den 30 januari 2020 lånades Rodríguez ut av Milan till PSV Eindhoven på ett låneavtal över resten av säsongen 2019/2020. Den 19 augusti 2020 värvades Rodríguez av Torino, där han skrev på ett fyraårskontrakt.